# 10è Festival Internacional de Cinema de Canes
El 10è Festival Internacional de Cinema de Canes es va dur a terme del 2 al 17 de maig de 1957. La Palma d'Or fou per La gran prova de William Wyler. El festival va obrir amb La volta al món en vuitanta dies de Michael Anderson.
Durant el Festival de Cinema de Canes de 1957 Dolores del Río va ser la primera dona membre del jurat per a la selecció oficial.

## Jurat
Les següents persones foren nomenades com a membres del jurat de la competició de 1957:
Pel·lícules
- André Maurois (França) President
- Jean Cocteau (França) President Honorari
- Maurice Genevoix (França)
- Georges Huisman (França) (historiador)
- Maurice Lehmann (França)
- Marcel Pagnol (França)
- Michael Powell (GB)
- Jules Romains (França)
- Dolores del Río (Mèxic)
- George Stevens (EUA)
- Vladimír Vlček (Txecoslovàquia)

Curtmetratges
- Claude Aveline (França)
- Roman Karmen (URSS)
- Albert Lamorisse (França)
- Alberto Lattuada (Itàlia)
- Jean Vivie (França) (funcionari del CST)

## Pel·lícules en competició
Les següents pel·lícules competiren per la Palma d'Or:
- The Bachelor Party de Delbert Mann
- Betrogen bis zum jüngsten Tag de Kurt Jung-Alsen
- Celui qui doit mourir de Jules Dassin
- La casa del ángel de Leopoldo Torre Nilsson
- Don Kikhot de Grigori Kozintsev
- Zemya de Zahari Zhandov
- Faustina de José Luis Sáenz de Heredia
- Sorok pervyy de Grigori Txukhrai
- Friendly Persuasion de William Wyler
- Funny Face de Stanley Donen
- Gotoma the Buddha de Rajbans Khanna
- Guendalina d'Alberto Lattuada
- Elokuu de Matti Kassila
- High Tide at Noon de Philip Leacock
- Kanał d'Andrzej Wajda
- Same Jakki de Per Høst
- Ztracenci de Miloš Makovec
- Un condamné à mort s'est échappé ou Le vent souffle où il veut de Robert Bresson
- La 'Moara cu noroc' de Victor Iliu
- Le notti di Cabiria de Federico Fellini
- Kome de Tadashi Imai
- Qivitoq de Erik Balling
- Rekava de Lester James Peries
- Rose Bernd de Wolfgang Staudte
- Det sjunde inseglet d'Ingmar Bergman
- Shiroi sanmyaku de Sadao Imamura
- Sissi - Die junge Kaiserin d'Ernst Marischka
- Két vallomás de Márton Keleti
- Dolina miru de France Štiglic
- Ila Ayn de Georges Nasser
- Yangtse Incident de Michael Anderson

## Fora de competició
Les següents pel·lícules foren seleccionades per a ser mostrades fora de competició:
- Around the World in 80 Days de Michael Anderson

## Competició de curtmetratges
Els següents curts competien per la Palma d'Or al millor curtmetratge:
- Altitude 7.546 d'I. Grek
- Bolcsok d'Ágoston Kollányi
- Carnival In Quebec de Jean P. Palardy
- City of Gold de Colin Low, Wolf Koenig
- Diario Uruguayo d'Eugenio Hintz
- Die Große Wanderung de Walter Suchner
- Een leger van gehouwen steen de Theo Van Haren Noman
- Gast auf Erden de Karl Stanzl
- History of the Cinema de John Halas
- Il sogno dei gonzaga d'Antonio Petrucci
- Jabulani Africa de Jok Uys, Jamie Uys
- Koncert na ekranie slask de Witold Lesiewicz
- La mariee portait des perles de Kurt Baum, Errol Hinds
- Let nad mocvarom d'Aleksandar Petrovic
- Magic of the Mountains de Moham Dayaram Bhavnani
- Michel de ghelderode de Luc De Heusch
- Nessebar de Stephane Topaldjikov
- Niok l'éléphant d'Edmond Sechan
- Ochotniki iujnikh morey de S. Kogan
- Paraplícko de Bretislav Pojar
- Rembrandt, schilder van de mens de Bert Haanstra
- San Antonio de la Florida de Santos Núñez
- Scurtă Istorie de Ion Popescu-Gopo
- Soseiji Gakkyu de Susumu Hani
- Splintret emalje de Johan Jacobsen
- Toute la mémoire du monde d'Alain Resnais
- Vacances Tunisiennes de René Vautier
- Western Symphonie de Thomas L. Rowe
- Wiesensommer de Heinz Sielmann

## Premis

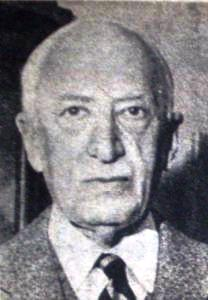
André Maurois, president del jurat

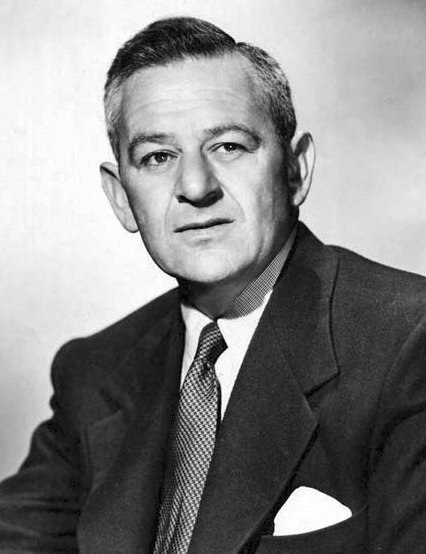
William Wyler, guanyador de la Palma d'Or

### Premis oficials
Els premis oficials de 1957 foren per:
- Palma d'Or: Friendly Persuasion de William Wyler
- Premi especial del jurat:
  - Kanał d'Andrzej Wajda
  - Det sjunde inseglet d'Ingmar Bergman
- Millor director: Robert Bresson per Un condamné à mort s'est échappé
- Millor actriu: Giulietta Masina per Le notti di Cabiria
- Millor actor: John Kitzmiller per Dolina miru
- Menció especial: Gotoma the Buddha de Rajbans Khanna
- Premi especial: Sorok pervyy de Grigori Txukhrai
- Millor documental romàntic:
  - Shiroi sanmyaku de Sadao Imamura
  - Qivitoq d'Erik Balling

Curtmetratge
- Palma d'Or al millor curtmetratge: Scurtă Istorie d'Ion Popescu-Gopo
- Menció especial: Ochotniki iujnikh morey de S. Kogan
- Premi al Documental: City of Gold de Colin Low, Wolf Koenig
- Premi a la pel·lícula sobre la natura: Wiesensommer de Heinz Sielmann

### Premis independents
Premi OCIC
- Menció especial:
  - Celui qui doit mourir de Jules Dassin
  - Le notti di Cabiria de Federico Fellini

## Mèdia
- British Pathé: Cannes Film Festival 1957 footage
- British Pathé: Cannes Film Festival 1957 opens
- British Pathé: Cannes Film Festival 1957 ends
- INA: Opening of the 1957 festival (commentary in French)
- INA: Jury at the 1957 Cannes festival (commentary in French)
- INA: Closure of the 1957 Festival (commentary in French)